# Министерство образования Ирана
Министерство образования и воспитания Исламской Республики Иран (перс. وزارت آموزش و پرورش جمهوری اسلامی ایران‎) — государственный орган исполнительной власти Исламской Республики Иран, осуществляющий функции по выработке и реализации государственной политики и нормативно-правовому регулированию в сфере образования и воспитания, а также администрированием и финансированием системы школьного начального и среднего образования.

## История
Министерство образования и воспитания Ирана было создано 8 марта 1964 года путём выделения из состава Министерства культуры Ирана.

## Руководство
Министерство образования и воспитания возглавляет министр образования и воспитания, назначаемый на должность Меджлисом по представлению Президента Ирана.
С 1 ноября 2016 года министерство возглавляет Фахреддин Ахмади-Данеш-Аштияни.

## Компетенция министерства
В сферу компетенции Министерства образования и воспитания Ирана входит:
- установление основных принципов и реализация государственной политики в сфере образования и воспитания,
- утверждение образовательных программ,
- контролирование выпуска учебной литературы,
- подготовка преподавателей для средних общеобразовательных школ[2].

## Структура министерства
- Департамент государственной политики в сфере начального образования
- Департамент государственной политики в сфере среднего образования
- Департамент государственной политики в сфере культурного воспитания
- Департамент государственной политики в сфере физического воспитания и здоровья
- Департамент управления
- Правовой департамент

## Подведомственные учреждения
1. Институт интеллектуального развития детей и подростков
2. Организация по исследованию и планированию в сфере образования
3. Организация по реконструкции, развитию и оснащении школ
4. Организация по образования и воспитанию одаренных детей
5. Организация учащихся Ирана
6. Организация негосударственных школ
7. Организация по ликвидации безграмотности
8. Педагогический университет имени Шахида Раджаи
9. Университет Фархангиян

## Разное
На систему образования в Иране выделяется примерно 20% государственного бюджета, что составляет около 5% ВВП. Примерно половина бюджета министерства расходуется на предоставление среднего образования, примерно 21% — на высшее образование.
В составе министерства в 2012 году был образован Университет Фархангиян для подготовки учителей, в котором занимается более 65 тысяч студентов.
В 2015 году группа депутатов иранского парламента обвинила бывшего министра Али-Асгара Фани в неспособности добиться увеличения финансирования на образование и на расширение материальной базы школ. При голосовании большинство депутатов высказались против отставки министра.